# Stopki do przymierzania butów

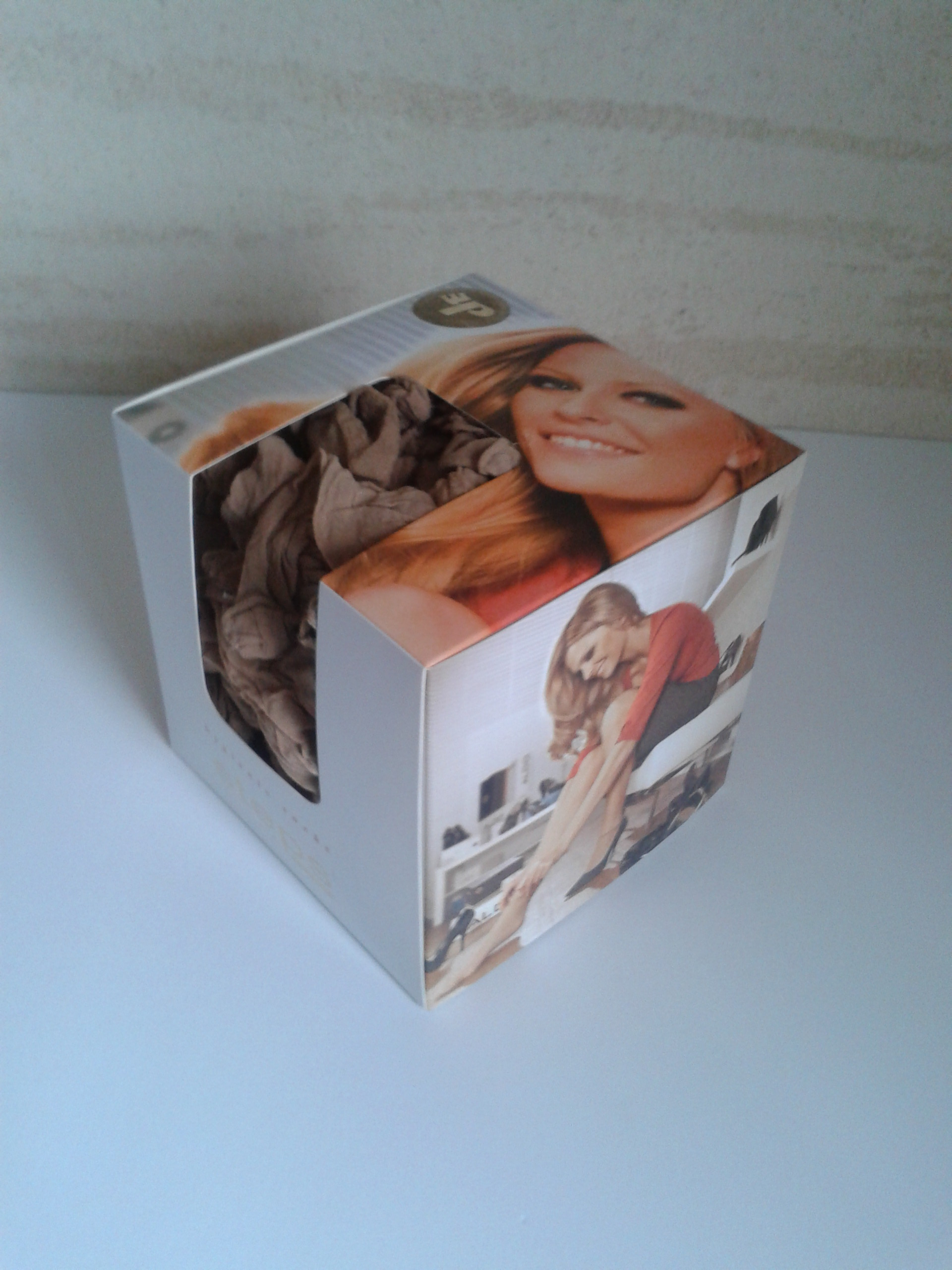
Stopki do mierzenia obuwia w opakowaniu sześciennym

Stopki do mierzenia obuwia – (stópki do mierzenia, skarpetki jednorazowe, stopki jednorazowe, stopki higieniczne, ) – artykuły pończosznicze udostępniane klientom sklepów obuwniczych, służące do mierzenia butów i chroniące przed bezpośrednim kontaktem obuwia ze skórą. Stosowane jako środek zapobiegawczy, utrzymujący sterylność i higienę w przypadku, gdy tę sama parę butów przymierza wielu klientów sklepu.

## Zasadność użycia
W krajach wysoko rozwiniętych stopek używa się w niemal każdym sklepie obuwniczym. Służą one do zabezpieczenia obuwia przed dostaniem się zanieczyszczeń, drobnoustrojów oraz przenoszeniem chorób skóry ze stóp osób przymierzających obuwie.
Stopki chronią głównie przed rozprzestrzenieniem się grzybicy stóp. Szacuje się, że w zależności od stopnia rozwoju państw, od 3 do 70% ludzi dotkniętych jest grzybicą stóp, stąd także w Polsce zaczęto stosować stopki z dodatkową warstwa ochronną (apreturę) oraz środkiem przeciwgrzybicznym i antybakteryjnym.